# Johann Nepomuk Hummel
Johann Nepomuk Hummel, född 14 november 1778 i Pressburg, (Bratislava, nuvarande Slovakien), Ungern, död 17 oktober 1837 i Weimar, Sachsen-Weimar-Eisenach, var en österrikisk kompositör och pianovirtuos och en viktig bidragsgivare till pianospelets utveckling.
Hans far var musiker, och när Nepomuk var 8 år flyttade familjen till Wien, där han blev elev till Mozart. Han började en karriär som solopianist 1788. 1793 återvände han till Wien och studerade för Johann Georg Albrechtsberger, Joseph Haydn och Antonio Salieri.
Hans Trumpetkonsert i E-dur skrevs för klafftrumpeten och dess uppfinnare, Anton Weidinger, som spelade konserten första gången på nyårsdagen 1804.

## Verk i urval
- Op. 5 3 Violinsonater
  - Nr 1 i B♭-dur
  - Nr 2 i F-dur
  - Nr 3 i Ess-dur
- Op. 12 Pianotrio nr 2 i Ess-dur
- Op. 13 Pianosonat nr 2 i Ess-dur
- Op. 17 Konsert för violin och piano i G-dur
- Op. 20 Pianosonat nr 3 i f-moll
- Op. 22 Pianotrio nr 3 i F-dur
- Op. 30 3 Stråkkvartetter
  - Nr 1 i C-dur
  - Nr 2 i G-dur
  - Nr 3 i Ess-dur
- Op. 35 Pianotrio nr 4 i G-dur
- Op. 36 Pianokonsert nr 1 i C-dur (även kallad op. 34a)
- Op. 38 Pianosonat nr 4 i C-dur
- Op. 50 Sonat för flöjt och piano i D-dur
- Op. 56 Rondo brillant för piano och orkester i A-dur
- Op. 64 Sonat för flöjt och piano i A-dur
- Op. 65 Pianotrio nr 5 i G-dur
- Op. 73 Pianoconcertino i G-dur
- Op. 74 Septett i d-moll
- Op. 77 Mässa nr 1 i B-dur
- Op. 80 Mässa nr 3 i Ess-dur
- Op. 81 Pianosonat nr 5 i fiss-moll
- Op. 83 Pianotrio nr 6 i E-dur
- Op. 85 Pianokonsert nr 2 i a-moll
- Op. 89 Pianokonsert nr 3 i b-moll
- Op. 93 Pianotrio nr 7 i Ess-dur
- Op. 94 Potpourri (mit Fantasie) för viola och orkester i g-moll
- Op. 96 Pianotrio nr 8 i Ess-dur
- Op. 97 Thema und Variationen för piano och orkester
- Op. 98 Rondo brillant för piano och orkester i B-dur
- Op. 100 Mathilde von Guise, opera
- Op. 104 Sonat för piano och cello i A-dur
- Op. 106 Pianosonat nr 6 i D-dur
- Op. 110 Pianokonsert nr 4 i E-dur
- Op. 111 Mässa nr 3 i D-dur
- Op. 113 Pianokonsert nr 5 i Ass-dur
- Op. 116 Oberons Zauberhorn för piano och orkester
- Op. 117 Gesellschafts-Rondo i D-dur för piano och orkester
- Op. 127 Le Retour à Londres, rondo brillant för piano och orkester i F-dur
- Op. posth. 1 Pianokonsert i F-dur
- WoO 1 Trumpetkonsert i Ess-dur, skriven för Anton Weidinger
- WoO 5 Klarinettkvartett i Ess-dur
- WoO 23 Fagottkonsert i F-dur
- WoO 24 Pianokonsert i A-dur